# Unternehmen Lawine
Das Unternehmen Lawine (auch Tonale-Offensive genannt) war im Jahre 1918 ein nochmaliger Versuch Österreich-Ungarns, das Kriegsgeschehen zu seinen Gunsten zu beeinflussen.

## Kriegsplanung
Der Hauptangriff sollte am 13. Juni 1918 über den Tonalepass einerseits in Richtung Edolo (den Oglio abwärts nach Süden) und andererseits in Richtung Bormio (nach Norden) vorgetragen werden. Es handelte sich hierbei um eine Entlastungsaktion für die wenige Tage später in Venetien begonnene Zweite Piaveschlacht.

## Verlauf

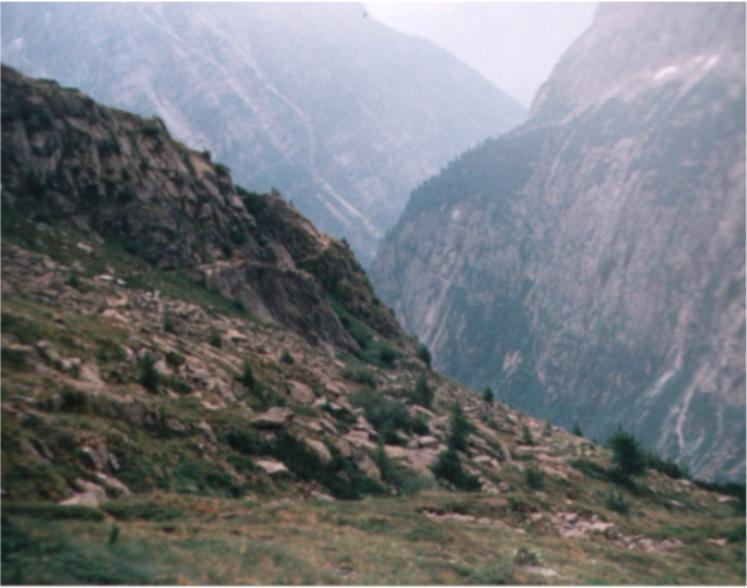
Anmarschweg der Brigade Ellison von Carisolo durch das Val di Genova

Die von den k.u.k. Streitkräften für das Unternehmen Lawine eingesetzten Einheiten gehörten zur 10. Armee und bestanden aus der 1. Infanterietruppendivision am linken Flügel (nach Edolo) und der 22. Schützendivision (bis 1917 22. Landwehr-Infanteriedivision) am rechten Flügel (nach Bormio). Befehlshaber des Unternehmens war Feldmarschalleutnant Metzger. Die italienische Führung hatte jedoch die Absichten der Österreicher durchschaut und mit Kräften der 5. Infanteriedivision bereits ihrerseits die Cima di Presena und den Monticellograt erobert, was den Italienern tiefe Einblicke in das Val di Sole hinab und auf das österreichische Aufmarschgebiet gewährte. Bereits am 12. Juni sollte die 163. Brigade (Oberst Ellison) die linke Flanke sichern und südlich des Tonale den Monticello (2837 m), den Castellacio (3.020 m) und die Cima di Presena (3.082 m) von den Italienern zurückgewinnen. Die 1. und 2. österreichisch-ungarische Infanteriebrigade sollten hintereinander gestaffelt über die nur 2 km breite Passhöhe angreifen. Nördlich des Passhöhe waren die Hochgebirgskompanien Nr. 21 und Nr. 30 unter Hauptmann Kristof darauf angesetzt, von der Punta di Albiolo (2.970 m) her die Gebirgskämme nach Süden in Richtung Tonale zu besetzen. Die Gruppe des Oberstleutnants Taxis sollte von der Montozzoscharte (Forcellina di Montozzo 2.613 m) das Valle di Viso sichern, wenn möglich durch das angrenzende Valle di Pezzo auf Ponte di Legno vorstoßen und den angreifenden Truppen entgegenkommen.

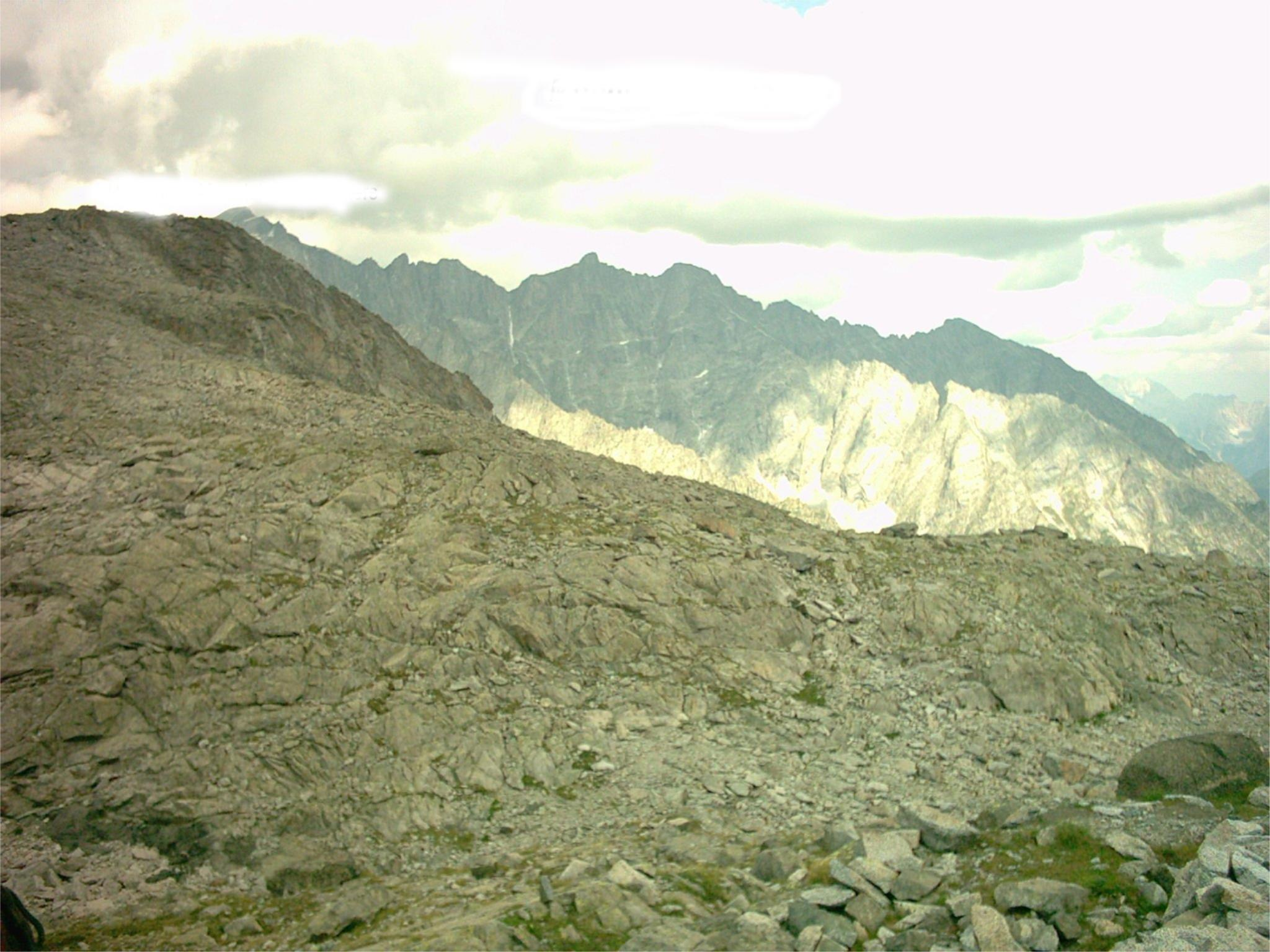
Angriffsfläche der Brigade Ellison vom Val di Genova gegen die Cima di Presena (links)
Im Hintergrund die Cima Presanella (3558 m)

Inzwischen hatte aber die italienische Führung neue Kräfte herangeführt, um die Eroberungen vom Mai zu sichern und zu erweitern. Der vorgezogene Angriff der Brigade Ellison war durch das schlechte Wetter, die Lawinengefahr und die nicht mehr zu solchen Leistungen fähigen Männer augenblicklich zusammengebrochen. Daraufhin wollte das Kommando der 1. Infanterie-Truppendivision lediglich noch auf der Passhöhe versuchen, den Durchbruch zu erzwingen. Dazu wurden die 2. Brigade im Süden und die 1. Brigade im Norden nebeneinander eingesetzt.

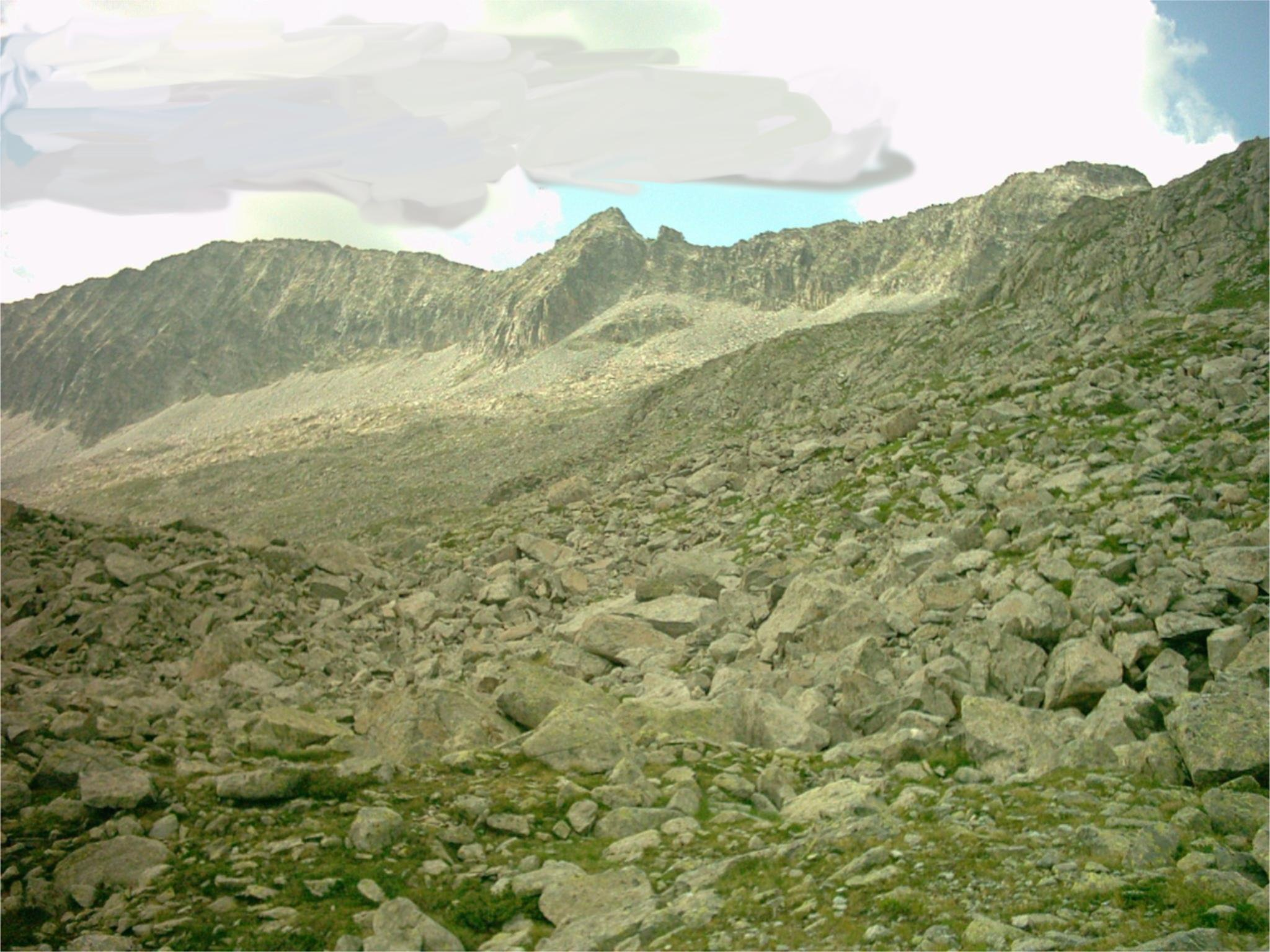
Monticellograt mit Monticello di Mezzo (von Osten gesehen).
Erobert durch Lt. Scheider und die HgbKp 17

Die gut verschanzten Italiener brachten mit massierter Artillerie und Schützenfeuer den Angreifern schwere Verluste bei. Nur dem Ungarischen Infanterie Regiment „Ritter von Frank“ Nr. 61 aus Temesvár, Crkvice und Debrezin der 1. Brigade gelang der Einbruch in die italienischen Stellungen, während das Schwesterregiment, das Ungarische Infanterie Regiment „Freiherr von Klobucar“ Nr. 5 aus Eperies, Rogatica (Bosnien), Szatmárnémeti und Kisszeben bereits vor dem ersten Stacheldrahtverhau liegenblieb. Auch die 2. Infanteriebrigade machte keine Fortschritte. Lediglich bei der Brigade Ellison war man in bescheidenem Maße vorwärtsgekommen, da allein die Hochgebirgskompanie Nr. 17 unter ihrem Führer, dem Leutnant Peter Scheider vom Kaiserschützenregiment III, einen bemerkenswerten Erfolg verzeichnete, als sie im Handstreich den Monticellograt erobern und auch behaupten konnten. Dafür erhielt Leutnant Scheider die höchste militärische Auszeichnung der k.u.k. Monarchie, das Ritterkreuz des Militär-Maria-Theresia-Ordens.
Obwohl die Aussichtslosigkeit der Lage klar zu erkennen war, beabsichtigte Feldmarschalleutnant Metzger am nächsten Tage einen erneuten Angriff mit der 22. Schützendivision durchzuführen. Das AOK 10 war jedoch anderer Meinung und untersagte alle weiteren Angriffe. Das Unternehmen Lawine war somit bereits am ersten Tag gescheitert. Schlüsse für die zwei Tage später beginnende und am Ende ebenso erfolglose Piave-Offensive wurden daraus nicht gezogen.